# Литвиненко, Пётр Степанович
Пётр Степа́нович Литвине́нко (1 июня 1904, станица Выселки — 27 ноября 1971) — советский офицер, участник Великой Отечественной войны, Герой Советского Союза (1945).

## Биография
Родился 1 июня 1904 года в станице Выселки (ныне Выселковский район Краснодарского края) в многодетной крестьянской семье.
Трудовую деятельность начал в 1923 году (работал кочегаром на локомотиве).
В 1926 году стал членом первой Выселковской коммуны, затем переехал в Краснодар на учёбу в рабоче-крестьянском университете. После окончания университета вернулся в станицу и в 1931 году вступил в ВКП(б). Работал председателем сельхозартели.
С 1938 года — в Ставрополье: председатель колхоза в Новоблагодарном Суворовского района, директор Суворовской МТС, председатель Суворовского исполкома райсовета; первый секретарь Суворовского райкома ВКП(б). Указом Президиума Верховного Совета СССР от 15 марта 1940 года награждён медалью «За трудовую доблесть».
Участник Великой Отечественной войны с 1942 года, комиссар батареи 4-го артполка (награждён орденами «Красной Звезды» и «Отечественной войны»).
В 1944 году окончил учебный офицерский артиллерийский полк. 
27 марта 1945 года в боях на Кюстринском плацдарме старший лейтенант П. С. Литвиненко переправился на левый берег реки Одер. Под его командованием артиллерийская батарея из трёх орудий отражала атаки противника и продержалась до подхода главных сил.
За образцовое выполнение боевых заданий командования при форсировании реки Одер, оборону Кюстринского плацдарма и проявленные при этом отвагу и геройство старшему лейтенанту Петру Степановичу Литвиненко указом Президиума Верховного Совета СССР от 31 мая 1945 года присвоено звание Героя Советского Союза.
С августа 1945 года старший лейтенант П. С. Литвиненко в запасе. После войны работал секретарём горкомов Кисловодска, Железноводска, Ставрополя, Элисты.
Умер 27 ноября 1971 года.

## Память
- Фронтовые вещи и награды П. С. Литвиненко хранятся в Ставропольском музее боевой славы.
- Его имя увековечено на стеле Героев Кубани в городе Краснодаре.

## Награды и звания
- Герой Советского Союза (31 мая 1945),
- орден Ленина (31 мая 1945),
- орден Отечественной войны I степени,
- орден Красной Звезды,
- медали.